# Emma Amelia Cranmer
Emma A. Cranmer (anteriormente, Emma Goodell; 2 de outubro de 1858 – 11 de janeiro de 1937) foi um sufragista e escritora dos Estados Unidos. Uma talentosa oradora em defesa do sufrágio feminino e representante da Lei Seca, ela atuou como presidenta da Woman's Christian Temperance Union do Dakota do Sul e do South Dakota Equal Suffrage Association. Alguns epigramas de sua autoria foram publicados pela imprensa.

## Primeiros anos e formação
Emma Amelia Powers nasceu em Mount Vernon, Wisconsin, em 2 de outubro de 1858. Ela foi a filha de Joseph Lewis Powers e Janette S. (Byam) Cranmer. Seus irmãos foram Julia C. Powers (nascida em 1856), Laura B. Powers (nascida em 1865), Fred Willard Powers (nascido em 1868) e Leland Earnest  Powers (nascido em 1871).
Ela foi educada no Cornell College.

## Carreira
Ela começou a dar aulas em escolas aos quinze anos de idade. Em 1880, casou-se com Delos N. Goodell, que morreu em 1882. Em outubro de 1884, casou-se com Simeon Harris Cranmer (1853-1943), um professor e advogado do Nebraska. Eles se mudaram para Aberdeen, Dakota do Sul, em 1889, depois que ele se tornou presidente da Union Banking Company. No ano seguinte, o marido e a esposa fundaram uma escola industrial para jovens mulheres que tinham emprego, mas não tinham tido formação adequada, o que não incluía sem custo instrução em literatura, matemática, leitura e escrita.
Cranmer escreveu com regularidade para a imprensa, tanto em prosa quanto em verso. Epigramas dela publicados pela imprensa incluíram, "Applause is like strychnine, it either acts as a tonic or a poison", "Drunkenness is a disease to be treated by the physician and not the policeman" e "What is needed in our progress is more schools and fewer jails". Ela proferiu palestras sobre assuntos literários em muitas cidades do Noroeste dos Estados Unidos. Como oradora, ela foi considerada eloquente. Ela atuou no movimento da Fita Branca da Consciência, com o qual ela estava ligada por anos, e serviu como presidenta da Dakota Woman's Christian Temperance Union. Pela igualdade de sufrágio, ela serviu como presidenta da South Dakota Equal Suffrage Association. Ela atuou no projeto de lei para uma emenda constitucional na Legislatura de 1893. Nesse ativismo, foi contemporânea, em Dakota do Sul, de Irene G. Adams e Ida R. Bailey. Em 9 de junho de 1893, ela participou do World's Temperance Congress em Washington D.C. e sentou-se na esplanada durante a abertura, liderada por Matilda Carse.

## Vida pessoal

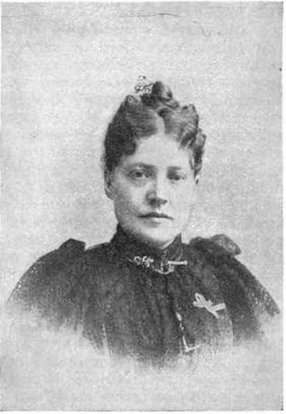
Emma A. Cranmer

Cranmer tornou-se membro da Igreja Metodista Episcopal em sua infância e foi uma líder em sua igreja. Mais tarde, ela tornou-se uma praticante da Ciência Cristã.
Ela teve uma, Frances Willard Cranmer. Cranmer morreu em 11 de janeiro de 1937, em Minnesota, e foi sepultada no Cemitério Lakewood, em Minneapolis, Minnesota.

### Atribuição
- Este artigo incorpora texto de uma publicação, atualmente no domínio público: Gue, Benjamin F.; Shambaugh, Benjamin Franklin (1899). Biographies and Portraits of the Progressive Men of Iowa: Leaders in Business, Politics and the Professions; Together with an Original and Authentic History of the State, by Ex-Lieutenant-Governor B. F. Gue Public domain ed. [S.l.]: Conaway & Shaw
- Este artigo incorpora texto de uma publicação, atualmente no domínio público: Eddy, Mary Baker (1920). The Christian Science Journal. 38 Public domain ed. [S.l.]: Christian Science Publishing Society
- Este artigo incorpora texto de uma publicação, atualmente no domínio público: Peterson, C.J. (1895). The Peterson Magazine. 106 Public domain ed. [S.l.]: C.J. Peterson
- Este artigo incorpora texto de uma publicação, atualmente no domínio público: S.J. Clarke Publishing Company (1901). Biographical Record of Linn County, Iowa Public domain ed. [S.l.]: S.J. Clarke Publishing Company
- Este artigo incorpora texto de uma publicação, atualmente no domínio público: Stanton, Elizabeth Cady; Anthony, Susan Brownell; Harper, Ida Husted (1902). History of Woman Suffrage ...: 1883-1900 Public domain ed. [S.l.]: Fowler & Wells
- Este artigo incorpora texto de uma publicação, atualmente no domínio público: Stearns, John Newton (1893). Temperance in All Nations: History of the Cause in All Countries of the Globe Public domain ed. [S.l.]: National temperance society and publication house
- Este artigo incorpora texto de uma publicação, atualmente no domínio público: Willard, Frances Elizabeth; Livermore, Mary Ashton Rice (1893). A Woman of the Century: Fourteen Hundred-seventy Biographical Sketches Accompanied by Portraits of Leading American Women in All Walks of Life Public domain ed. [S.l.]: Moulton